# Fraunhofer-Institut für Großstrukturen in der Produktionstechnik
Das Fraunhofer-Institut für Großstrukturen in der Produktionstechnik (Fraunhofer IGP) ist eine Einrichtung der Fraunhofer-Gesellschaft und hat seinen Sitz in Rostock.

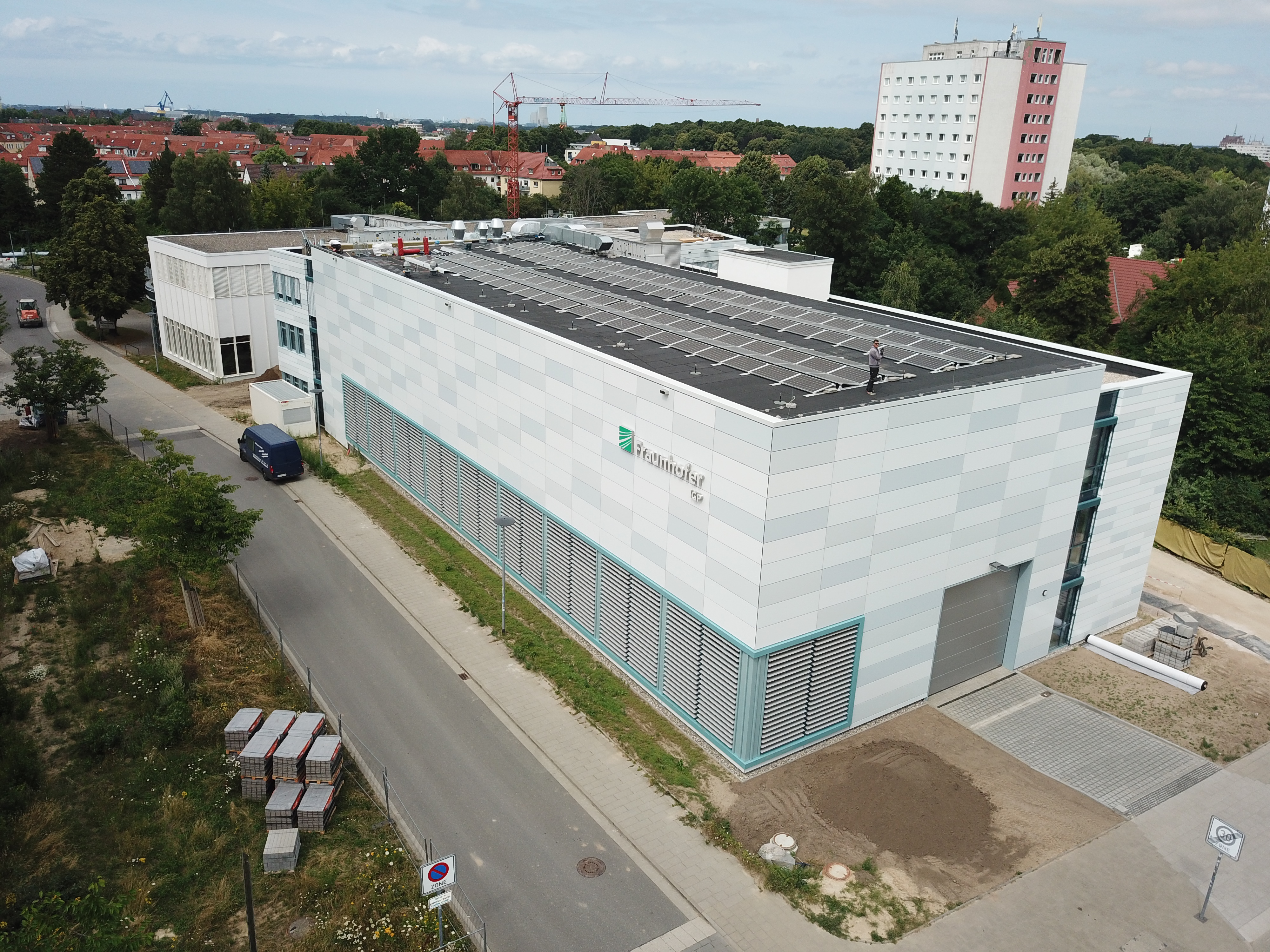

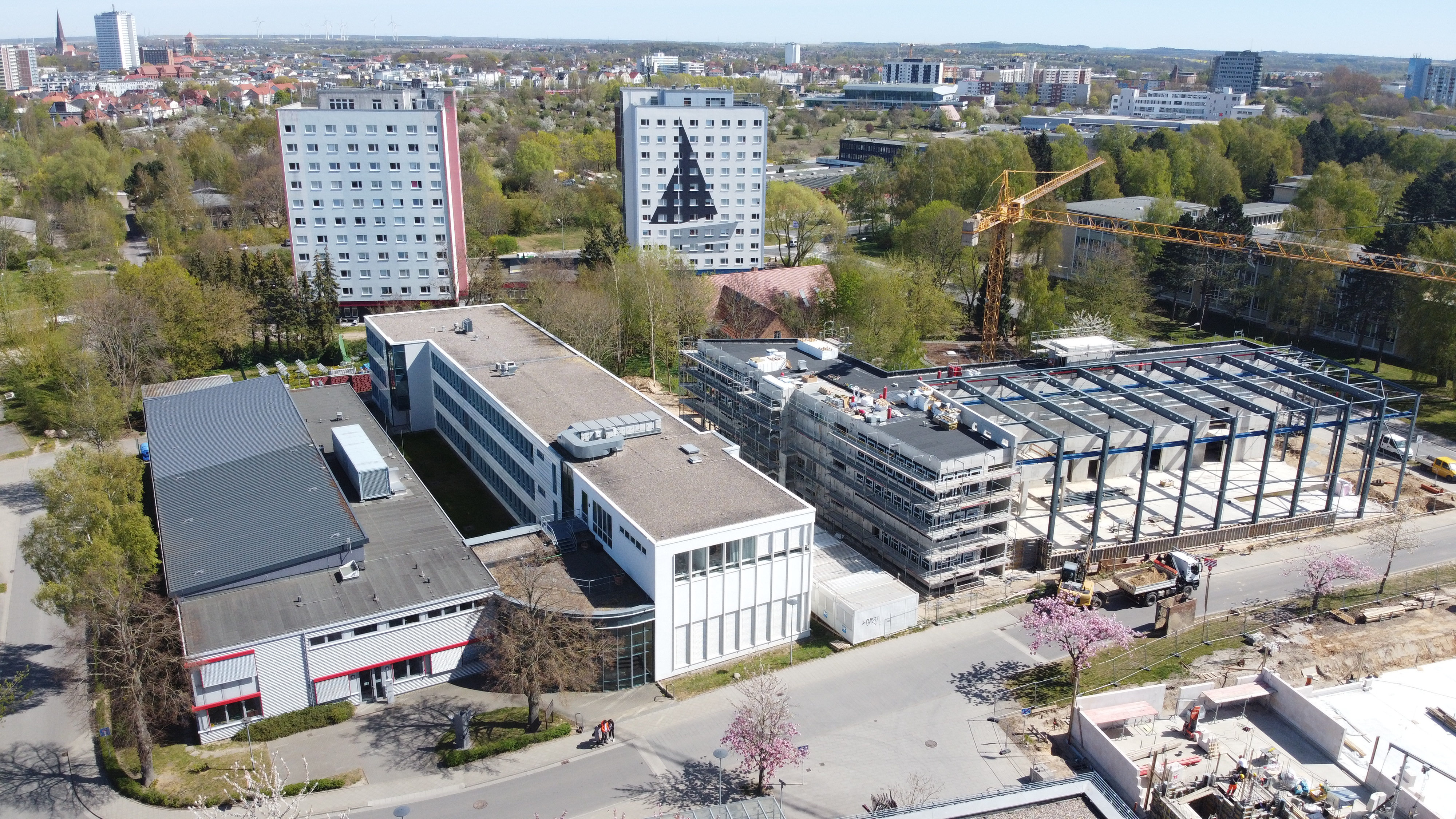
Das Fraunhofer IGP in Rostock

Aufgabenstellungen aus dem Bereich der Produktion und Fertigung von Großstrukturen bilden die Forschungsschwerpunkte des Fraunhofer-Institut für Großstrukturen in der Produktionstechnik IGP in Rostock.
Auf Basis angewandter Forschung werden im Rahmen von Forschungs- und Entwicklungsprojekten mit Kooperationspartnern Konzepte für Produkt- und Prozessinnovationen für viele Zukunftsbranchen der Wirtschaft wie Schiff- und Stahlbau, Energie- und Umwelttechnik, Schienen- und Nutzfahrzeugbau sowie Maschinen- und Anlagenbau entwickelt und realisiert.

## Geschichte
Bereits 1992 wurde eine Projektgruppe Rostock des Fraunhofer-Instituts für Produktionstechnik und Automatisierung IPA in Stuttgart gegründet. Im Jahr 2000 wurde mit der Gründung des Anwendungszentrums für Großstrukturen in der Produktionstechnik Rostock (AGP) des Fraunhofer IPA ein Grundstein für das heutige Institut gelegt. 2017 wurde aus dem AGP das IGP – die eigenständige Fraunhofer-Einrichtung für Großstrukturen in der Produktionstechnik IGP wurde gegründet. Mit dem Beschluss des Fraunhofer-Vorstands vom Oktober 2019 gibt es seit Anfang des Jahres offiziell das Fraunhofer-Institut für Großstrukturen in der Produktionstechnik IGP in Rostock.

## Forschungsschwerpunkte
Aufgabenstellungen aus dem Bereich der Produktion und Fertigung von Großstrukturen bilden die Forschungsschwerpunkte des Fraunhofer IGP in Rostock.
Ziel der Forschungs- und Entwicklungsaktivitäten des Fraunhofer IGP ist es, ganzheitliche Lösungen zu entwickeln, die den Kunden eine kostengünstigere und qualitätsgerechte Fertigung ermöglichen. Diese Ziele werden mit anwendbaren und praxisgerechten Lösungen erreicht. Die Entwicklung neuer Methoden und Verfahren der Fertigung sowie die Umsetzung technisch anspruchsvoller, neuer ingenieurswissenschaftlicher Erkenntnisse aus der Forschung im Unternehmen gehören zum Leistungsspektrum des Fraunhofer IGP. Dazu schaffen unsere Wissenschaftler den Innovationstransfer aus der Forschung in die Praxis.

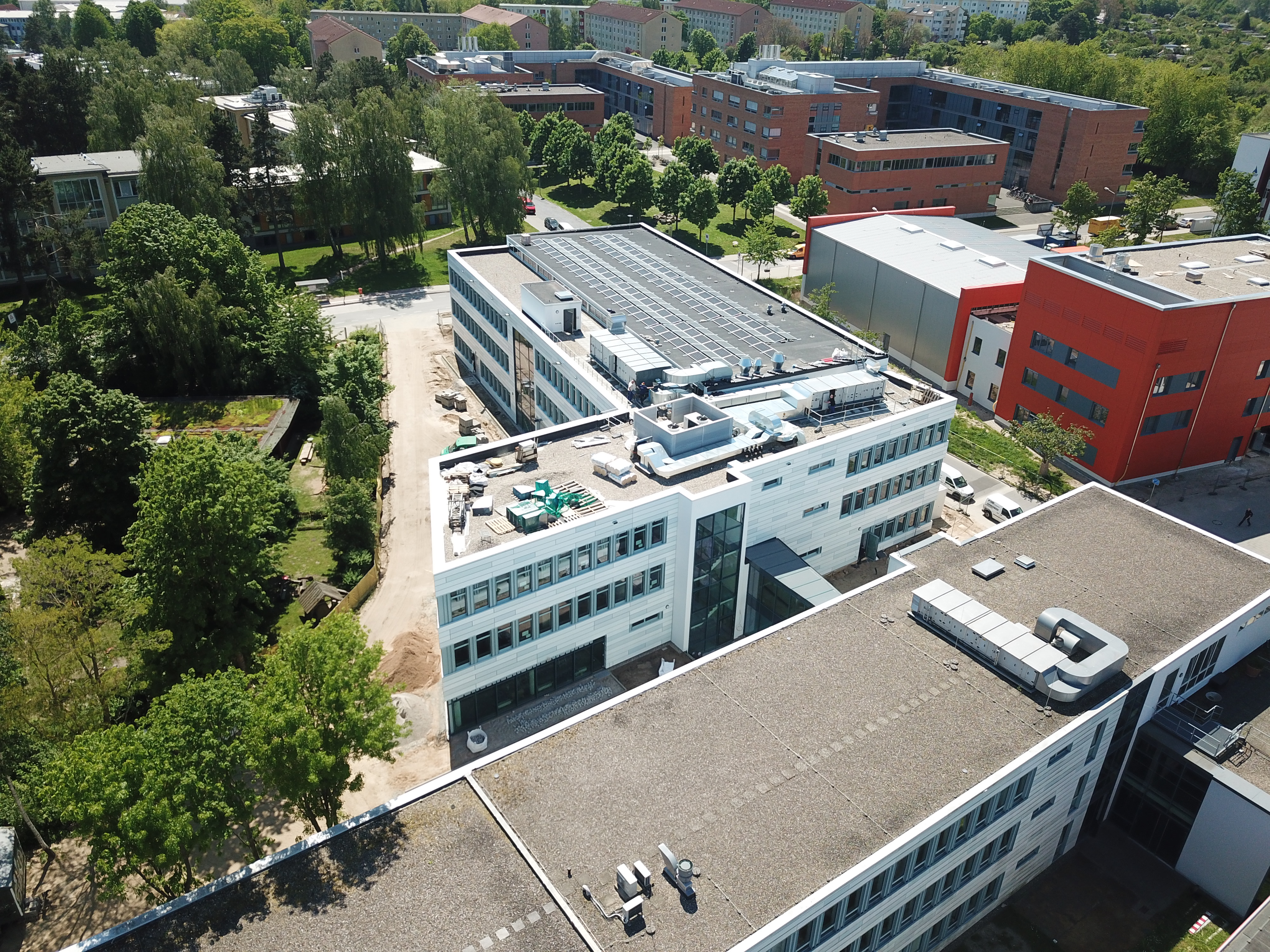

Das Institut ist in neun Kompetenzfelder gegliedert.

### Fertigungstechnologien
- Umformtechnisches Fügen und Formgeben

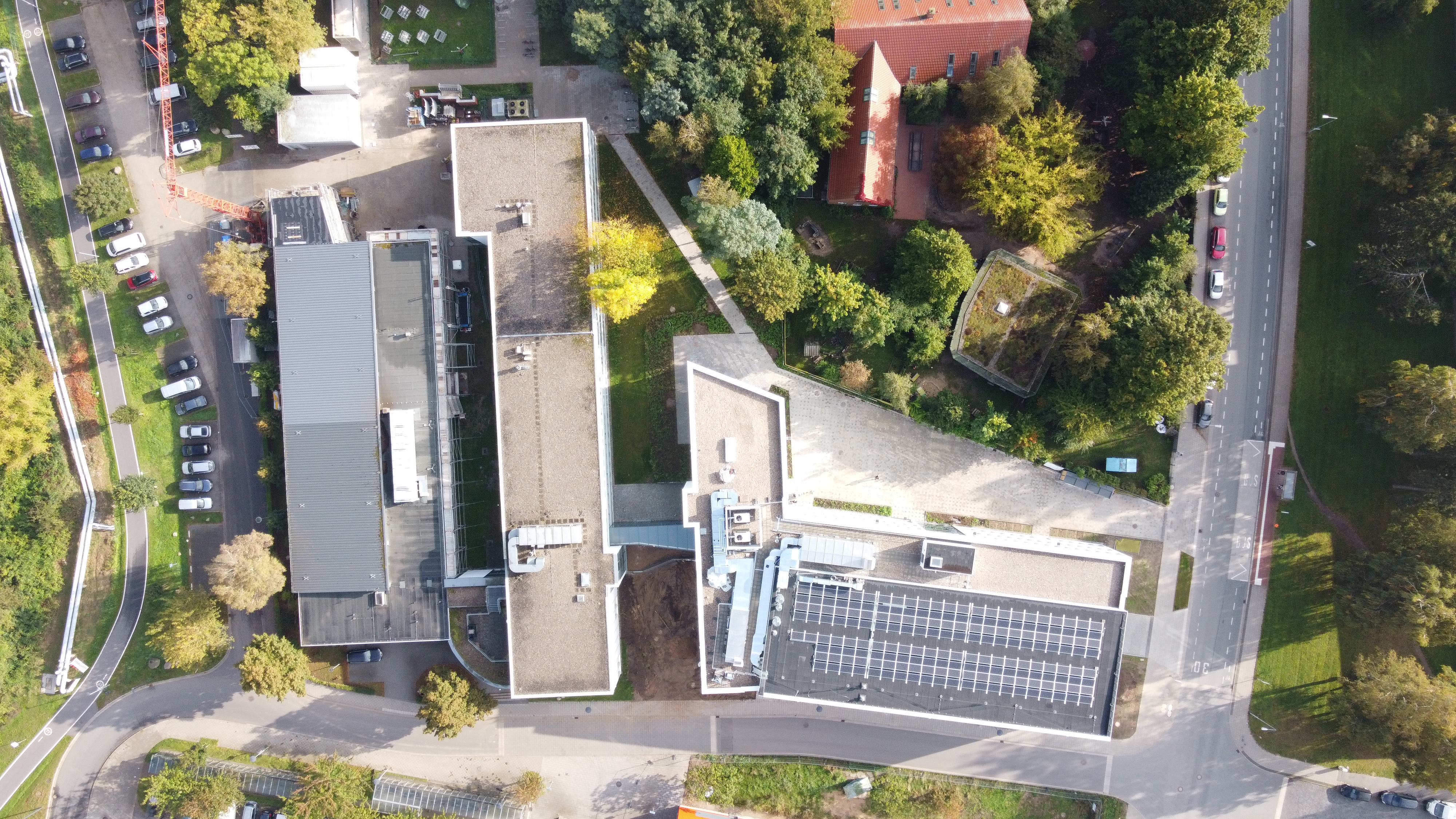

- Mechanische Verbindungstechnik
- Thermische Fügetechnik
- Thermische Beschichtungssysteme

### Neue Verfahren und Werkstoffe
- Klebtechnik
- Faserverbundtechnik
- Korrosionsschutz

### Produktionssysteme und Logistik
- Fabrik- und Arbeitsorganisation
- Produktionsplanung und -steuerung
- Automation und Produktionsanlagen
- Industrierobotik
- Messen von Großstrukturen

## Kooperationen
Im Rahmen eines Kooperationsvertrages arbeitet das Fraunhofer IGP eng mit den Lehrstühlen Fertigungstechnik und Fügetechnik der Fakultät für Maschinenbau und Schiffstechnik an der Universität Rostock zusammen und ist Mitglied in der Fraunhofer-Allianz Verkehr, dem Fraunhofer-Verbund Produktion sowie in diversen Forschungsvereinigungen und -netzwerken.
Im großen Anbau des IGP, der 2021 fertiggestellt wurde, bildet das Zukunftsthema »Werft 4.0« einen Schwerpunkt. Das Institut hat sich unter anderem auf Forschung zu Fertigungstechnik und Verfahren sowie Werkstoffen unter Wasser spezialisiert. Als Mitglied in der Forschungsgruppe Smart Ocean Technology wird das Fraunhofer IGP auch im Digital Ocean Lab vertreten sein. Aktuell ist das IGP unter anderem am Wachstumskern »OWSplus – Floating Offshore Wind Solutions« des Bundesministeriums für Bildung und Forschung beteiligt: In diesem Projekt entwickeln die Bündnispartner Lösungen für die nächste Evolutionsstufe der regenerativen Stromerzeugung. Zudem ist das Institut Teil der Forschungsinitiative »Biogene Wertschöpfung und Smart Farming«. Gemeinsam mit vier weiteren Fraunhofer-Instituten aus Bayern und Mecklenburg-Vorpommern wird vom Saatgut bis zum veredelten Produkt, sowohl im Wasser als auch an Land, geforscht.

## Infrastruktur
Seit 2017 ist die Zahl der Mitarbeitenden des Instituts stetig gestiegen. Mittlerweile wurde das Gebäude in einem vierten Bauabschnitt um eine Werkshalle mit Laboren und Büros erweitert.
Die Gesamtzahl der Beschäftigten des Fraunhofer IGP stieg 2023 auf rund 250. Die Wissenschaftler verfügen dabei mehrheitlich über einen Abschluss als Diplom-Ingenieur, Diplom-Wirtschaftsingenieur und Master of Science. Die Arbeit der Fraunhofer-Belegschaft unterstützten rund 120 wissenschaftliche Hilfskräfte. In Kooperation mit den Lehrstühlen Fertigungstechnik und Fügetechnik arbeiten sieben Mitarbeitende der Universität eng mit dem Fraunhofer IGP in Forschung und Lehre zusammen.
Die Erträge des Jahres 2022 belaufen sich auf rund 12,3 Millionen Euro.